# Matej Andraž Vogrinčič
Matej Andraž Vogrinčič, slovenski umetnik, * 1970, Ljubljana. 
Matej Andraž Vogrinčič se je leta 1990 vpisal na študij umetnostne zgodovine, leto kasneje pa je že predstavil svojo prvo razstavo v ljubljanskem Gledališču Glej. Kasneje je imel še nekaj samostojnih razstav po Sloveniji, javnosti pa je verjetno najbolj ostal v spominu projekt Oblečena Hiša, v sklopu katere je leta 1993 naredil inštalacijo na fasadi hiše ob reki Ljubljanici. Zadnja leta je veliko ustvarjal v tujini, njegova najbolj odmevna projekta pa sta inštalacija odlitkov kanglic v puščavi Moon Plain v Avstraliji leta 2002 in napolnitev gradbene jame s 10.000 žogami v Perthu leta 2003. Leta 2005 je sodeloval na liverpoolskem bienalu, kjer je ruševine cerkve sv. Luka napolnil z zelenimi čolni, trenutno (maj 2007) pa pripravlja novo instalacijo v ameriškem New Havnu, mestecu slavne univerze Yale. Tla zapuščenega kanala bo napolnil z lubjem, na katero bo položil kovinske elemente abstraktnih oblik, ki spominjajo na ladje.